# Pueblo bora
Bora es un pueblo indígena que habita en el bajo Igará Paraná y las bocas del río Cahuinar, afluentes del río Putumayo, en el departamento colombiano de Amazonas y en algunos lugares del Perú, a los cuales fueron trasladados forzadamente por los caucheros. Son aproximadamente 1700 personas.
Viven en casas comunales o «malocas» octogonales con una entrada principal y dos laterales. La maloca se considera una representación del cosmos y se inaugura con una fiesta todzigwa. Tambores ceremoniales kümüba (maguare) se encuentran cerca de la entrada principal de la maloca.
Su economía combina la caza, pesca y agricultura itinerante. Los hombres se encargan de cazar, pescar, confeccionar hamacas y preparar las chagras, en tanto las mujeres practican la alfarería y siembran, cuidan y cosechan la chacra, en la que producen yuca amarga (Manihot esculenta), maní (Arachis hypogaea), plátanos (Musa), tabaco (Nicotiana spp.), coca (Erythroxylum coca), chontaduro (Bactris gasipaes) y frutas. Recolectan frutos silvestres y huevos de la tortuga charapa (Podocnemis expansa).
Su lengua pertenece a la familia Bora y está estrechamente relacionada con la de los Miraña del río Caquetá y los Muinane de La Sabana del alto Cahuinarí y del alto Igará Paraná.